# Административное деление Новороссийской губернии на 1 января 1776 года
Административное деление Новороссийской губернии на 1 января 1776 года
В 1775 году Бахмутская провинция (бывшая Славяносербия) была передана в состав вновь образованной Азовской губернии, а к Новороссийской губернии была присоединена западная часть земель Запорожской Сечи (все территории к западу от реки Днепра), ликвидированной манифестом Екатерины II.
По состоянию на 1775 год Новороссийская губерния была разделена на три провинции: Кременчугскую, Екатерининскую (Екатеринославскую; Екатеринослав заложен в 1777 году) и Елисаветинскую (Елисаветградскую).

## Новороссийская губерния. 1776 год
Делилась на провинции и уезды
- общее число провинций — 4
- общее число уездов — 12
- центр губернии — Кременчуг
- отличия от 26 марта 1765 года:
- образованы (или вошли в состав):

1. Полтавская провинция (1776 год)
2. Славянская провинция (1776 год)
3. Херсонская провинция (1776 год)

- упразднены (или вышли из состава):

1. Екатерининская провинция (в Азовскую провинцию в 1776 году)
2. Кременчугская провинция (1776 год) преобразована в отдельный уезд

- список уездов:

1. 1. Кременчугский уезд (из Потоцкой и Омельницкой сотни Миргородского полка, Власовской, Сокольской, Келебердянской, Кишенской и Переволочанской сотни Днепровского полка)

- список провинций:

1. Елизаветградская провинция
  1. Екатерининский уезд (центр — Екатерининский шанец, из большей части нового Молдавского гусарского полка, существовавшего с 1769 года на границе с Землёй Войска Запорожского и из половины Чёрного полка)
  2. Елизаветградский уезд (из частей Елизаветградского, Жёлтого и Чёрного полков)
  3. Крюковский уезд (центр — город Крюковка, из большей части Елизаветградского и части Жёлтого полков)
2. Полтавская провинция
  1. Новосанжарский уезд (из части Днепровского полка, не вошедшей в Кременчугский уезд: Новые Санжары, Старые Санжары. Кобеляки, Карловка)
  2. Полтавский уезд (из Полтавской, Будышской и Решетиловской сотни)
3. Славянская провинция (на Правобережье)
  1. Ингульский уезд (центр — Ингульск, из Ингульской паланки и части Молдавского полка, включая: Куцевку — сейчас Новгородка, Калиновку и Кривой Рог)
  2. Саксаганский уезд (центр — Кодак, из большей части Кодацкой паланки: кодак, Половица, Каменка, Старые Кодаки, Романково, Тритузное, Карнауховка, Таромское, Сухачёвка, Каменское и 2 села из Елизаветградского полка: Авраамовка и Комиссаровка)
  3. Славянский уезд (центр — Покровское, из части Кодацкой паланки, Новая Сечь — переименована в Покровское, Никитин Рог)
4. Херсонская провинция
  1. Казыкерменский уезд (центр — Казыкермен, до половины 1776 года — в Славянской провинции)
  2. Новопавловский уезд (7 поселений: Новогригорьевское, Соколы, Раковец, Арнаутовка, Скаржинка, Михайловка и Троицкое — заселены арнаутами и бугскими казаками)
  3. Херсонский уезд (посёлки Станислав и Кизий Рог — Ориша)